# Maša Redenšek
Maša Redenšek (22 settembre 1987) è un'ex sciatrice alpina slovena.

## Biografia
Originaria di Trbovlje e attiva in gare FIS dal dicembre del 2002, in Coppa Europa la Redenšek esordì il 18 dicembre 2003 a Ponte di Legno/Passo del Tonale in discesa libera (31ª) e ottenne il miglior piazzamento il 21 gennaio 2004 a Innerkrems nella medesima specialità (4ª); pochi giorni dopo, il 25 gennaio, disputò la sua unica gara in Coppa del Mondo, a Maribor in slalom speciale senza completare la prova. Prese per l'ultima volta il via in Coppa Europa il 13 febbraio 2007 a Sella Nevea in supergigante, senza completare la prova, e si ritirò durante quella stessa stagione 2006-2007; la sua ultima gara fu uno slalom gigante FIS disputato il 22 febbraio a Falkert e chiuso dalla Redenšek al 18 posto. In carriera non prese parte a rassegne olimpiche o iridate.

## Palmarès

### Coppa Europa
- Miglior piazzamento in classifica generale: 69ª nel 2004

### Campionati sloveni
- 3 medaglie:
  - 1 oro (supergigante nel 2005)
  - 2 argenti (discesa libera nel 2004; discesa libera nel 2005)